# Historische Musikwissenschaft
Die Historische Musikwissenschaft ist eine Teildisziplin der Musikwissenschaft, die sich mit der historischen Entwicklung der Musik und musikalischer Phänomene beschäftigt. Im Wesentlichen unterscheidet sie sich von den anderen musikwissenschaftlichen Disziplinen dadurch, indem sie ihren Untersuchungsgegenstand in der historischen Perspektive, also der „des Verstehens von Veränderungen“ erforscht. Die Musikgeschichte ist eines ihrer Forschungsgebiete.

## Geschichte
Die moderne Musikwissenschaft entstand weitgehend im mitteleuropäisch-deutschsprachigen Raum im späten 19. Jahrhundert. Die ersten Lehrstühle für Musikwissenschaft und -geschichte wurden in der zweiten Hälfte des 19. Jahrhunderts in Wien, Berlin, Prag und Straßburg (seit 1871 Hauptstadt des Reichslandes Elsaß-Lothringen) errichtet. Zunächst war die Geschichte der Musik im Sinne einer Hochkulturgeschichte Gegenstand des Fachs. Gelegentlich wurde unter Verweis auf das antike Griechenland behauptet, die Musikwissenschaft sei etwa 3000 Jahre alt. Die Musik war sowohl bei Pythagoras als auch bei Platon und Aristoteles Gegenstand philosophischer Erörterungen. Ein weiterer wichtiger antiker Denker war Aristoxenos, der sich intensiv mit Musik und ihrer Theorie auseinandersetzte. Die in der Antike entwickelte Musiktheorie wurde im Mittelalter von abendländischen Gelehrten aufgenommen und wirkt bis heute in Begriffen wie Musik, Harmonie, Melodie und Rhythmus nach. Alle diese Begriffe haben ihre Wurzeln im Altgriechischen.
Im 19. Jahrhundert wurde an die außeruniversitäre Musikgeschichtsschreibung angeknüpft, die bereits länger bestand. Das Betreiben von Musikwissenschaft oder Musikforschung im Sinne historisch-philologisch ausgerichteter Geisteswissenschaft deckt sich nicht mit der Institutionalisierung an der Universität, sondern ist schon früher im 19. Jahrhundert nachweisbar. Die von Guido Adler (1855–1941) eingeführte Aufteilung des Fachs in einen historischen und einen systematischen Teil besteht noch heute. Er war bestimmend für die historische Ausrichtung der Musikwissenschaft bis in die zweite Hälfte des 20. Jahrhunderts. Adlers Methode der Musikgeschichte (1919) beschreibt den Umriss der historischen Musikwissenschaft: Besprechung der Epochen, Menschen, Länder, Städte, Schulen und Künstler. Dabei ist der Fokus auf Notation, Gruppierung von musikalischen Formen, Systemen (Theoretiker, Kunstausübung) und Instrumente.

## Gegenstand

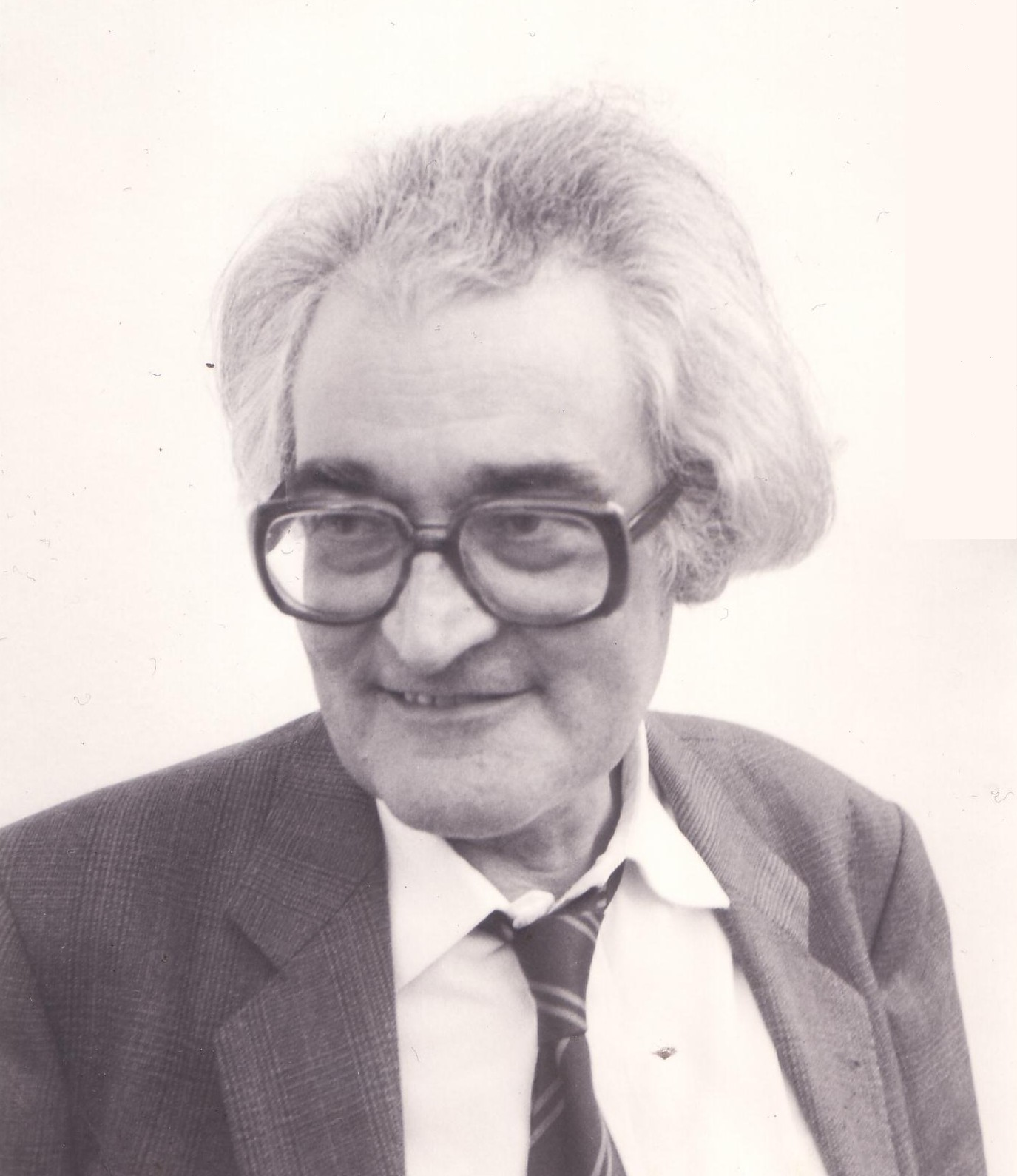
Carl Dahlhaus (1928–1989)

Gegenstand der Historischen Musikwissenschaft ist die Musik in der Geschichte. Ihr Ziel ist die Aufdeckung von Sachverhalten der Vergangenheit. Insbesondere beschäftigt sie sich mit Leben und Werken bedeutender Komponisten, der Abfolge und Entwicklung von Stilen und Gattungen sowie den Bedingungen ihrer Aufführung zu bestimmten Zeiten und Orten. Dabei sollen Sachverhalte der Vergangenheit anhand von Quellen aufgedeckt und interpretiert werden. Aber auch die Musik der Gegenwart kann zum Gegenstand der Historischen Musikwissenschaft werden.
„Der Gegenstand der Historischen Musikwissenschaft konstituiert sich aus zwei Elementen: der Musik, was immer darunter verstanden wird und wurde, und der Vergangenheit. Denn die Historische Musikwissenschaft betrachtet eben Musik der Geschichte. Wann aber die Vergangenheit beginnt, ob gestern, vor 10 oder vor 30 Jahren – das vermag niemand zu beantworten. Im Fach Geschichte wird von Zeitgeschichte gesprochen, wenn der Gegenstand unserer Gegenwart besonders nahe liegt oder mit ihr zusammenfließt; einen analogen Begriff für die Musikgeschichte gibt es nicht.“
Bis 1945 beschäftigte sich die Musikwissenschaft praktisch nicht mit der Gegenwartsmusik; vielmehr spezialisierten sich die Fachvertreter vor allem auf einzelne ältere Epochen. Erst ab den 1960er Jahren wurde die Untersuchung der Musik des 20. Jahrhunderts in Angriff genommen. Für die Hinwendung insbesondere zur Neuen Musik war Rudolf Stephan (1925–2019) von großer Bedeutung. Stephan sieht die Musikgeschichte als Teil der allgemeinen Kunst- und Kulturgeschichte. Vorläufer waren Egon Wellesz mit seiner Schönberg-Biographie (1920) oder auch Guido Adler, der sich u. a. mit seinem Zeitgenossen Richard Wagner auseinandergesetzt hatte. Hans Heinrich Eggebrecht (1919–1999) machte die musikalischen Werke zum Gegenstand historischer Rezeptionsforschung; Carl Dahlhaus (1928–1989) verfasste inhaltlich und methodisch neue Begründungen der historischen Musikwissenschaft.
Die Historische Musikwissenschaft ist in ihrem Gegenstand nicht fest begrenzt. Oft kombiniert sie ihre Themen mit anderen Bereichen, besonders mit der Musikästhetik und der Werkanalyse (Musikanalyse). Die „Historische Musikwissenschaft [...] hebt sich von der Systematischen Musikwissenschaft weniger durch den Gegenstandsbereich als vielmehr durch Erkenntnisziel, Perspektive und Vorgehensweise ab“. Entscheidendes Merkmal ist die historische Perspektive. Im Hinblick auf den Gegenstand hat sich die Historische Musikwissenschaft weiter geöffnet, besonders seit den 1990er Jahren. Dies wird u. a. begleitet mit dem erweiterten Musikbegriff. „Jede Musik ist Gegenstand der Historischen Musikwissenschaft (sofern sich irgendwelche Quellen erhalten haben, die Auskunft über sie zu geben vermögen).“ Der Gegenstand der Historischen Musikwissenschaft ist daher potenziell unendlich.

## Methode
Die Historische Musikwissenschaft will Quellen verfügbar machen und sie interpretieren. Um zu objektiven und überprüfbaren Aussagen zu gelangen, verwenden historisch arbeitende Musikwissenschaftler geisteswissenschaftlich-philologische Methoden, wie etwa Quellenforschung, Notenkunde, Notentextanalyse und -deutung. Dabei gibt es verschiedene Arten von Quellen, die untersucht werden: absichtlich überlieferte Quellen wie z. B. Lehrbücher, unabsichtlich überlieferte Quellen wie das Musikinstrument eines Komponisten, Briefe und Gehaltsabrechnungen, Musikquellen (Autographe) und Skizzen.
Historische Musikwissenschaft wird teils in nur empirisch-positivistischer Orientierung (Fokussierung auf Dokumentenstudien), teils auch in theoretischer Orientierung (Wandel der Zeit, Periodisierung, Gattungsgeschichte, Kontextualisierung, Ideengeschichte der Musik) betrieben. In der positivistischen Historiographie gilt Musikgeschichte als Summe von Fakten. Demgegenüber haben Andreas Haug und Andreas Dorschel argumentiert, dass auch die sogenannten musikgeschichtlichen Tatsachen nicht aus sich heraus verständlich werden, sondern erst vor dem Hintergrund nicht realisierter historischer Potentiale. Diese können, so Haug und Dorschel, je nach Angemessenheit an die besondere musikhistorische Situation in unterschiedlicher Weise begriffen werden: als unerfüllte Absicht, ungelöstes Problem, unterdrückter Versuch oder als nicht gewählte Alternative innerhalb eines Entscheidungsprozesses.
Die Historische Musikwissenschaft lässt „sich nicht über bestimmte Methoden definieren“. „Leitend [...] ist die Einsicht, dass jegliche Musik als kulturelles Phänomen in ein komplexes Geflecht kultureller Bezüge (wissenschaftlicher, sozialer, politischer, ideengeschichtlicher, sozialpsychologischer, mentalitätsgeschichtlicher etc. Art) eingebettet ist, ohne das sie nicht vollständig verstanden werden kann“.

## Die Historische Musikwissenschaft außerhalb Deutschlands
In Österreich beschäftigt sich die Historische Musikwissenschaft vor allem mit Stilgeschichtsschreibung und Lokalmusikforschung. Sie ist ähnlich wie in Deutschland vor allem eine universitäre Disziplin. Bedeutend für die Historische Musikwissenschaft in Österreich waren Hermann Josef Ullrich (1888–1982), Erich Schenk (1902–1974), Wilhelm Fischer (1886–1962), Othmar Wessely (1922–1998) und Rudolf Flotzinger (* 1939).
Die musikwissenschaftliche Forschung in der Schweiz findet vor allem an deutschsprachigen Universitäten statt und widmet sich der europäischen Musik vom Mittelalter bis zum 20. Jahrhundert sowie außereuropäischer Musik. Die Schola Cantorum Basiliensis beschäftigt sich besonders mit der historischen Aufführungspraxis. Die Paul-Sacher-Stiftung archiviert die Nachlässe von Anton Webern und Igor Strawinski und unterstützt Studien zur Musik des 20. Jahrhunderts.
Nach 1945 beschäftigte sich die universitäre Musikwissenschaft in den Niederlanden besonders mit historischen Fragestellungen. Albert Smijers (1888–1957) und Karel Philippus Bernet Kempers (1897–1974) untersuchten vor allem die franko-flämische Musik, darunter die Werke Jan Pieterszoon Sweelincks oder Josquin Desprez’. Besonders die Edition kritischer Gesamtausgaben, Mittelalterstudien, historische Aufführungspraxis und Organologie stehen im Mittelpunkt der Forschung. Seit den 1960er Jahren vollzog sich eine Öffnung der historischen Musikwissenschaft durch moderne Analyseverfahren, Strukturalismus und Semiotik.
Die Musikwissenschaft in den USA ist ein universitäres Phänomen der Nachkriegszeit. Es gibt bis heute kaum außeruniversitäre Forschungseinrichtungen. Die amerikanische Musikwissenschaft hat die Teildisziplinen history, theory und ethnomusicology, wobei der historischen Musikwissenschaft die größte Bedeutung beigemessen wird. Dahlhaus-Schriften, die fast alle ins Englische übersetzt wurden, führten ab den 1980er Jahren zu einem strukturgeschichtlichen Ansatz. Aufbauend auf den Arbeiten von Sophie Drinker (1888–1967) ist auch die Gender-Dimension einbezogen worden.